# Концертный хор Санкт-Петербурга
Концертный хор Санкт-Петербурга (прежнее название коллектива — Камерный хор Смольного собора) основан в 1991 году. С 2004 хор возглавляет заслуженный артист РФ Владимир Беглецов.

## История
Изначально хор был назван по месту своего рождения.
В 1990 году Смольный собор обрел статус концертно-выставочного зала. В 1991 образовался Камерный хор. Вначале коллективом руководил Станислав Легков, в дальнейшем главными дирижёрами были Андрей Петренко и Эдуард Кротман. В 2004 году Смольный собор присоединился к Государственному музею-памятнику «Исаакиевский собор», в состав которого уже входили Спас на Крови и Сампсониевский собор. В 2004 году художественное руководство хора взял на себя заслуженный артист России Владимир Беглецов.
1 января 2016 года Смольный собор был передан Русской православной церкви. 1 мая 2016 хор, остающийся частью ГМП «Исаакиевский собор», из состава которого Смольный собор был исключен, получил новое имя — Концертный хор Санкт-Петербурга.
Постоянными площадками выступлений хора являются Исаакиевский собор и храм Воскресения Христова (Спас на Крови). Хор регулярно выступает в храме Феодоровской иконы Божией Матери, в залах Санкт-Петербургской филармонии, Государственной академической капеллы, Мариинского театра.
Концертный хор Санкт-Петербурга является постоянным участником музыкальных фестивалей «Звезды белых ночей», «Площадь Искусств», «Музыкальная коллекция», «Дворцы Санкт-Петербурга», Московского Пасхального фестиваля, Левитановского фестиваля в Плёсе и других.
Среди творческих партнёров хора — симфонические оркестры Санкт-Петербургской филармонии, Государственной капеллы, симфонические оркестры «Классика», «Северная симфония», Губернаторский симфонический оркестр Санкт-Петербурга; дирижёры Геннадий Рождественский, Юрий Темирканов, Валерий Гергиев, Кшиштоф Пендерецкий; певцы Ирина Богачёва, Ольга Бородина, Геннадий Беззубенков, Ильдар Абдразаков, Алексей Марков, пианисты, Елизавета Леонская, Алексей Гориболь и многие другие.
Коллектив гастролирует в Москве и европейских столицах, в городах России. Коллектив выступал в Гаагском парламенте и перед Королевой Нидерландов, на музыкальных фестивалях в Норвегии, Испании, Германии, Польше.

## Творчество
В репертуаре хора музыка пяти столетий.
Исполняются пассионы, мессы, реквиемы Г. Шютца, И. С. Баха, В. А. Моцарта, Л. ван Бетховена, Й. Брамса, Г. Форе, Дж. Верди, литургические песнопения П. Чайковского, С. Рахманинова, А. Гречанинова, концерты Д. Бортнянского и хоровые опусы С. Танеева.
В активе хора несколько мировых премьер. В их числе «Бич Ювенала» Г. Свиридова (2006), «Via Lucis» З. Мерты, «Бог» А. Кнайфеля (2010), опера «Поди туда — не знаю куда» С. Нестеровой (2016). Впервые в Санкт-Петербурге хор исполнил «Утреню» К. Пендерецкого (2006), «Утреннее размышление о Божием величестве» Л. Десятникова (2009), Страсти по Матфею митрополита Илариона (2010), ораторию «Роза Мира» (2012) и «Молитвослов» (2014) А. Сойникова, «Вечернее моление о мире» Н. Сидельникова (2014).
Хором Санкт-Петербурга с участием приглашенных оркестров под управлением Владимира Беглецова были осуществлены постановки (semi-stage) опер С. Рахманинова «Алеко» и П. Чайковского «Евгений Онегин», «Пиковая дама», «Иоланта». Все солисты — артисты хора.

## Скандалы
В феврале 2019 года Концертный хор Санкт-Петербурга под управлением Беглецова исполнил в Исаакиевском соборе песню про ядерную бомбардировку США «Наводи, говорю, Петров, на город Вашингтон!».